# Josef John

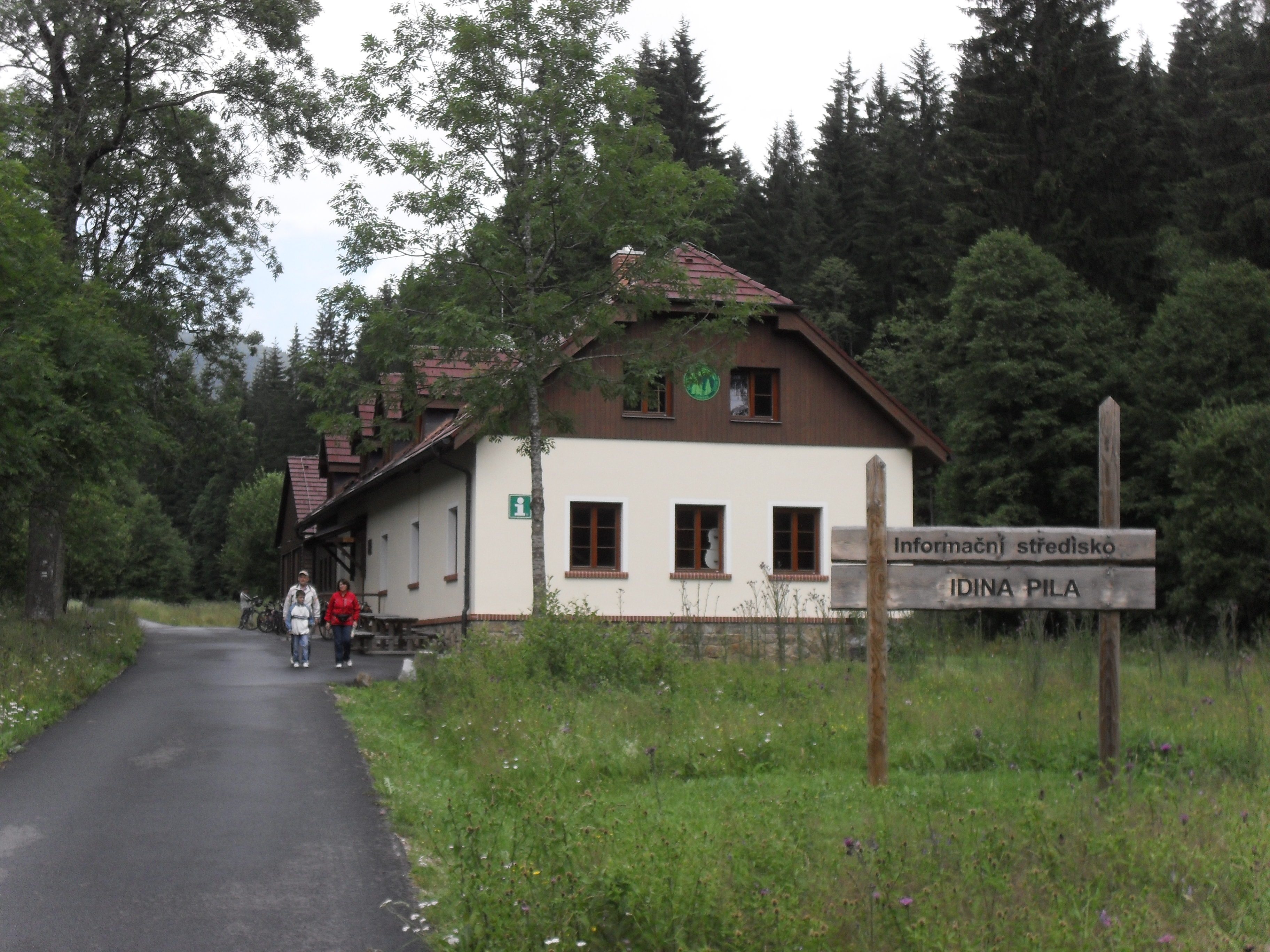
Informační středisko Idina pila na Boubíně. Zde má Josef John památeční plaketu

Josef John (17. srpna 1802 Petrův Dvůr – 24. ledna 1871 Vimperk) byl český lesnický odborník v systematizaci lesů na schwarzenberském lesním majetku. Byl lesmistrem ve Vimperku a iniciátorem vyhlášení boubínské rezervace. Byl také dopisujícím členem císařské a královské vlastenecké hospodářské společnosti.

## Život
Pocházel ze šesti dětí. Jeho otec byl nejdříve řezač slámy, později ve dvoře Žitná ovčákem. Poté, co ukončil školu, ho přijali za praktikanta do důchodního a kontribučního úřadu netolického panství. Ve Zlaté Koruně absolvoval v letech 1821–1824 na náklady knížete Matzoma[ujasnit] lesnickou školu. Po absolutoriu nastoupil k lesnímu úřadu v Českém Krumlově jako praktikant.
Stal se tam lesním adjunktem. Od roku 1826 pracoval na hraničních popisech jednotlivých obcí. Při tom získal zájem o taxaci lesů. V roce 1827 se s povolením zaměstnavatele vydal na cesty po Dolním Rakousku za účelem získání zkušeností v tomto oboru.
O dva roky později se pak stal v Českém Krumlově lesním písařem. Pracoval na stavbě plavebního kanálu u Jeleního potoka, angažoval se v systematickém průzkumu Blanského lesa a přednášel na českokrumlovském Hospodářském ústavu.  Hájil už tehdy kritizované holosečné hospodářství.
V roce 1836 byl vyslán do Třeboně. O dva roky později opět změnil působiště. Stal se lesním inženýrem ve Vimperku. V roce 1843 začal šéfovat místnímu lesnímu úřadu. V roce 1849 se podílel na pořádání exkurze České lesnické jednoty do Boubínského pralesa. Měl tak podíl na obrácení pozornosti odborné veřejnosti k původním nedotčeným porostům.
Roku 1851 vyznačil v Boubínském pralese osm pokusných ploch. Ty pak nechal svého podřízeného adjunkta Františka Jungwirtha podrobně zmapovat. O sedm let později předložil majiteli panství Janovi ze Schwarzenberku plán ponechat na Boubíně na věčné časy 73 hektarů lesa bez lidských zásahů. Schwarzenberk návrh přijal. Vznikl tak základ dnešní přírodní rezervace Boubínský prales.
Rezervaci později v roce 1870 poničila silná bouře provázená rozsáhlým polomem. Josef John to těžce nesl. Odešel do penze. Tři měsíce na to zemřel. Plocha rezervace byla nakonec zmenšena na 43 hektarů. Sto let po svém vyhlášení se dočkala na popud prasynovce Josefa Johna, přírodovědce Otakara Johna, rozšíření na 623 hektarů. Hrob Josefa Johna se příležitostně stává místem setkání a demonstrací spojených s vývojem Šumavy.    